# Francisco Javier Delgado Venegas
Francisco Javier Delgado Venegas (Villanueva del Ariscal, 18 dicembre 1714 – Madrid, 10 dicembre 1781) è stato un cardinale e patriarca cattolico spagnolo.

## Biografia
Nacque a Villanueva del Ariscal il 18 dicembre 1714.
Papa Pio VI lo elevò al rango di cardinale nel concistoro del 1º giugno 1778.
Morì a Madrid il 10 dicembre 1781, otto giorni prima del suo 67º genetliaco.

## Genealogia episcopale e successione apostolica
La genealogia episcopale è:
- Cardinale Scipione Rebiba
- Cardinale Giulio Antonio Santori
- Cardinale Girolamo Bernerio, O.P.
- Arcivescovo Galeazzo Sanvitale
- Cardinale Ludovico Ludovisi
- Cardinale Luigi Caetani
- Cardinale Ulderico Carpegna
- Cardinale Paluzzo Paluzzi Altieri degli Albertoni
- Papa Benedetto XIII
- Papa Benedetto XIV
- Vescovo Martín Barcia Carrascal
- Cardinale Francisco Javier Delgado Benegas

La successione apostolica è:
- Vescovo Juan Bautista Cervera, O.F.M. (1769)